# Historia económica del Reino Unido
El Reino de Gran Bretaña fue creado el 1 de mayo de 1707 como resultado del Acta de la Unión firmada por el Reino de Inglaterra (que incluía Gales) y por el Reino de Escocia, con la finalidad de establecer un Estado único en la isla de Gran Bretaña. Los términos de la unión habían sido acordados en el Tratado de la Unión que fue negociado el año anterior y, luego ratificado por los parlamentos de Escocia e Inglaterra en el Acta de Unión. Además de ser una unión política, el Reino Unido fue diseñado para ser una unión económica, por ello, la mayor parte de los 25 artículos del Tratado de la Unión trataba sobre los acuerdos económicos para el nuevo Estado. Durante los siguientes tres siglos, el Reino Unido se desarrolló como una de las principales economías mundiales, una posición que conserva hasta la actualidad.

## Siglo XVII

### Época del Mercantilismo

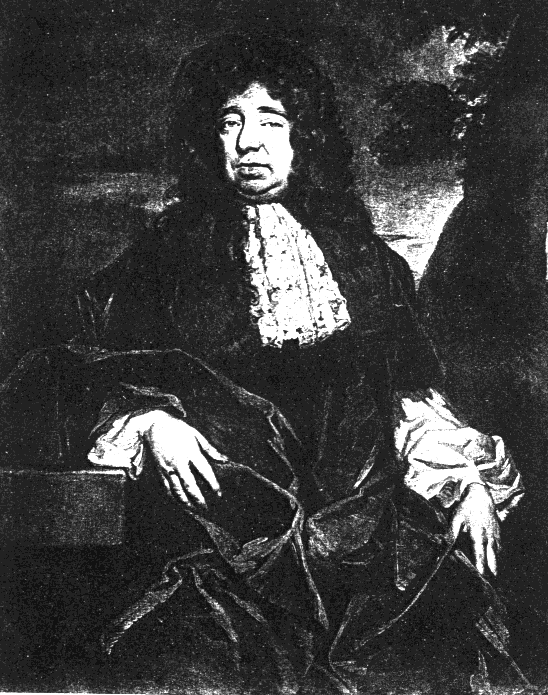
William Petty.

En Reino Unido, el mercantilismo alcanzó su apogeo durante el periodo llamado del Long Parliament (1640–1660). Las políticas mercantilistas también se aplicaron durante los periodos Tudor y Estuardo, especialmente con Robert Walpole como principal partidario. El control del gobierno sobre la economía doméstica era menor que en el resto de Europa, debido a la tradición de la Common law y el progresivo poder del Parlamento.
Los monopolios controlados por el Estado se habían extendido, especialmente antes de la Primera revolución inglesa, a pesar de que a menudo eran cuestionados. Los autores mercantilistas británicos estaban divididos acerca de la necesidad de controlar la economía interna. El mercantilismo inglés adoptó sobre todo la forma de control del comercio internacional. Se puso en marcha un amplio abanico de medidas destinadas a favorecer la exportación y penalizar la importación. Se instauraron tasas aduaneras sobre las importaciones y subvenciones a la exportación. Se prohibió la exportación de algunas materias primas. Las Actas de Navegación prohibían a los comerciantes extranjeros hacer comercio interior en Inglaterra. Inglaterra aumentó el número de colonias y, una vez estando bajo su control, estableció reglas para autorizar a producir solo materias primas y a comerciar únicamente con Inglaterra. Esto condujo a progresivas tensiones con los habitantes de esas colonias y fue una de las principales causas de la Guerra de Independencia de los Estados Unidos. Estas políticas contribuyeron en gran medida a que Inglaterra se convirtiera en la mayor potencia comercial del mundo, y una potencia económica internacional. En el interior, la transformación de tierras no cultivadas en terreno agrícola tuvo un efecto duradero. Los mercantilistas pensaban que para hacer crecer el poderío de una nación, todas las tierras y recursos debían utilizarse al máximo, lo que les llevó a embarcarse en grandes proyectos como el drenaje de la región de los fens ("pantanos" de la llanura de Bedford).-->
Así, la base del Imperio británico se fundó en la época del mercantilismo, una teoría económica que buscaba maximizar el comercio al interior del imperio e intentar debilitar a los imperios rivales. El Imperio británico moderno tuvo como antecedente el Imperio inglés que tomó forma a inicios del siglo XVII, con el asentamiento inglés en las colonias orientales de América del Norte, que serían más tarde los originales Estados Unidos, así como las provincias marítimas de Canadá y las colonizaciones de pequeñas islas del mar Caribe, tales como Trinidad y Tobago, las Bahamas, las Islas de Sotavento, Barbados y Jamaica. Estas islas de plantaciones azucareras, donde la esclavitud se convirtió en la base de la economía, se convirtieron en las colonias más importantes y exitosas del Imperio. Las colonias norteamericanas también utilizaron mano de obra esclava en la cosecha de tabaco, algodón y arroz en el sur. Los materiales navales y pieles en el norte fueron menos exitosos financieramente, pero tenían grandes áreas con buena tierra agrícola que atrajeron a mucho mayor número de inmigrantes británicos, quienes también utilizarían mano de obra esclava para cultivar productos agrícolas. El Imperio británico en América del Norte se expandió lentamente por medio de la guerra y la colonización. La victoria sobre los franceses durante la Guerra de los Siete Años dio a Gran Bretaña el control de casi toda América del Norte. Así, la victoria contra los franceses durante la Guerra de los Siete Años dio al Reino Unido control sobre casi toda América del Norte.